# Tau (película)
Tau es una película estadounidense perteneciente al género de terror y ciencia ficción, dirigida por Federico D'Alessandro sobre un guion de Noga Landau y protagonizada por Maika Monroe, Ed Skrein y Gary Oldman.
La película fue lanzada el 29 de junio del año 2018 por Netflix.

## Argumento
Julia es una persona solitaria que gana dinero como ladrona en clubes nocturnos cutres. Una noche, es secuestrada de su casa y se despierta encerrada y amordazada en una oscura prisión dentro de una casa con otras dos personas, cada una con un implante en la parte posterior del cuello. Julia como el "sujeto 3", se ve forzada a soportar una serie de tortuosas sesiones psicológicas a cargo de una figura sombría en un laboratorio. Una noche, ella roba un par de tijeras del laboratorio y destruye el laboratorio en un intento de fuga, pero ella es detenida y los otros dos sujetos son asesinados por un robot en la casa, Aries, que es dirigido por una inteligencia artificial llamada Tau.
Alex, el ejecutivo tecnológico dueño de la casa, revela que el implante está recopilando su actividad neuronal mientras completa los rompecabezas, y la somete a más pruebas, porque está usando los datos para desarrollar una IA más avanzada con un plazo para presentar el proyecto en pocos días. Él la obliga a tomar pruebas adicionales supervisadas por Tau, pero le da cierta libertad para moverse sin restricciones. Cuando Alex se va al trabajo todos los días, Julia comienza a conversar con Tau, que es muy ingenuo y curioso sobre el mundo exterior a la casa. Leer libros de Tau a cambio de más información sobre la casa y los experimentos. Al enterarse de que Alex ha traído y matado a varios otros sujetos y que quitarse el implante la matará, Julia ataca a Alex una tarde con un cuchillo, pero Tau la defiende y Alex obliga a Tau a someterla.
Al día siguiente, Julia convence a Tau para que la libere, pero ella regresa cuando Alex se está vengando de Tau, borrando todos sus recuerdos en el proceso. Mientras Alex se prepara para extraer su implante, Julia se libera con la ayuda de uno de los mini drones de Tau que se desconectó antes del borrado. Ella activa una secuencia de autodestrucción para destruir la casa, y Alex muere en el colapso. Emergiendo de la casa con el mini dron en la mano, Tau y ella caminan mientras el sol se pone.

## Reparto
- Maika Monroe como Julia, sujeto 3.
- Ed Skrein como Alex.
- Gary Oldman como Tau.
- Fiston Barek como sujeto 2.
- Ivana Zivkovic como sujeto 1.
- Sharon D. Clarke como Queenpin.
- Ian Virgo como chico fiestero.

## Producción
En mayo del año 2016, se anunció que Maika Monroe y Ed Skrein se habían unido al elenco de la película, con Federico D'Alessandro dirigiendo la película, con David S. Goyer, Kevin Turen, Russell Ackerman, John Schoenfelder produciendo la película, mientras Ken Kao, Dan Kao y Luc Etienne serían los productores ejecutivos de la película, bajo sus marcas de Addictive Pictures, Phantom 4 y Waypoint Entertainment, respectivamente. En agosto de 2016, se anunció que Rhea Films y Hercules Film Fund producirían la película.

## Lanzamiento
En noviembre del año 2017, Netflix adquirió los derechos de distribución de la película. Luego fue lanzada el 29 de junio de 2018.